# Rigadin et la Poudre d'amour
Pour plus de détails, voir Fiche technique et Distribution.
Rigadin et la Poudre d'amour est un film muet français réalisé par Georges Monca, sorti en 1912.

## Fiche technique
Sauf indication contraire, les informations mentionnées dans cette section peuvent être confirmées par la base de données cinématographiques IMDb,  présente dans la section « Liens externes ».
- Titre : Rigadin et la Poudre d'amour
- Réalisation : Georges Monca
- Scénario : Maurice Hennequin
- Photographie :
- Montage :
- Société de production : Pathé Frères
- Société de distribution : Pathé Frères
- Pays de production :  France
- Langue : film muet avec les intertitres en français
- Métrage : 215 mètres
- Format : Noir et blanc — 35 mm — 1,33:1 — Muet
- Genre :  Comédie
- Durée : 7 minutes
- Dates de sortie : 
  - France : 8 novembre 1912

## Distribution
Sauf indication contraire, les informations mentionnées dans cette section peuvent être confirmées par la base de données cinématographiques IMDb,  présente dans la section « Liens externes ».
- Charles Prince : Rigadin
- Blanche Albane
- Gabrielle Lange